# Дунаєвецький ліцей № 4
Дунаєвецька загальноосвітня школа І—ІІІ ст. № 4 — середня загальноосвітня школа м. Дунаївці, Дунаєвецького району, Хмельницької області, Україна. Заснована 1965 року. Мова навчання з 2002 року — українська (до цього — російська), з перехідним періодом між 2000 та 2002 роками.

## Історія
Історія школи порівняно з іншими школами Дунаєвецького району і міста Дунаївці недовга. Вона почала своє існування в 1965 році, коли була відкрита для задоволення освітніх потреб дітей військовослужбовців військової частини № 44899 ракетної дивізії, розташованої у с. Залісці. Для забезпечення інфраструктури військової частини в районі колишнього Червоного Села було розпочато будівництво житлового комплексу, що включав типову восьмирічну школу, розраховану на 320 учнів. Викладання велося російською мовою. На початку заснування контингент становив 143 учня.
Директором школи було призначено Косарєва Андрія Трохимовича, колишнього офіцера Радянської Армії, ветерана Німецько-радянської війни, який беззмінно очолював її до 1983 року. У перший рік роботи в школі працювало 18 вчителів. Біля її витоків стояли молоді вчителі-ентузіасти: Скрипник Борис Андрійович, Мельничук Микола Пантелеймонович, Семенова Віра Дмитрівна, Клемятенко Фросина Яківна, які присвятили їй більшу частину свого життя. Незабутніми для тодішніх учнів залишаться імена вчителів Васільєвої Броніслави Броніславівни (першого завуча), Макаєвої Тетяни Степанівни, Белих Надії Матвіївни, Єрмак Діани Микитівни, Теплякової Тамари Миколаївни, Терлецької , Юхніної Зінаїди Микитівни, Смирнової Людмили Павлівни, Ромашиної Олени Трохимівни, Кузнецової Поліни Опанасівни.

Вітковський Д. Б.

Міграційний спосіб життя військовослужбовців визначив специфіку навчального закладу, в якому контингент учнів час від часу змінювався. Діти прибували разом з батьками-військовослужбовцями із Забайкалля, Казахстану, Підмосков'я, Томська, Улан-Уде, Колпашева, Мукачевого, Криму.
Із 1967 року школа стає десятирічною, в ній навчається 226 учнів.
У 1983 році директором школи було призначено Вітковського Дмитра Броніславовича, завдяки якому школа зберегла і примножила демократичні традиції, закладені її засновниками. У 80-ті роки відбувалося кількісне зростання контингенту за рахунок місцевого населення, що пояснювалося піднесенням престижу навчання російською мовою. Найбільшої наповнюваності (553 учні) школа досягла у 1989 році. З 1986 р. у школі впроваджується 11-річна освіта, і до неї приходять перших 29 шестирічок.

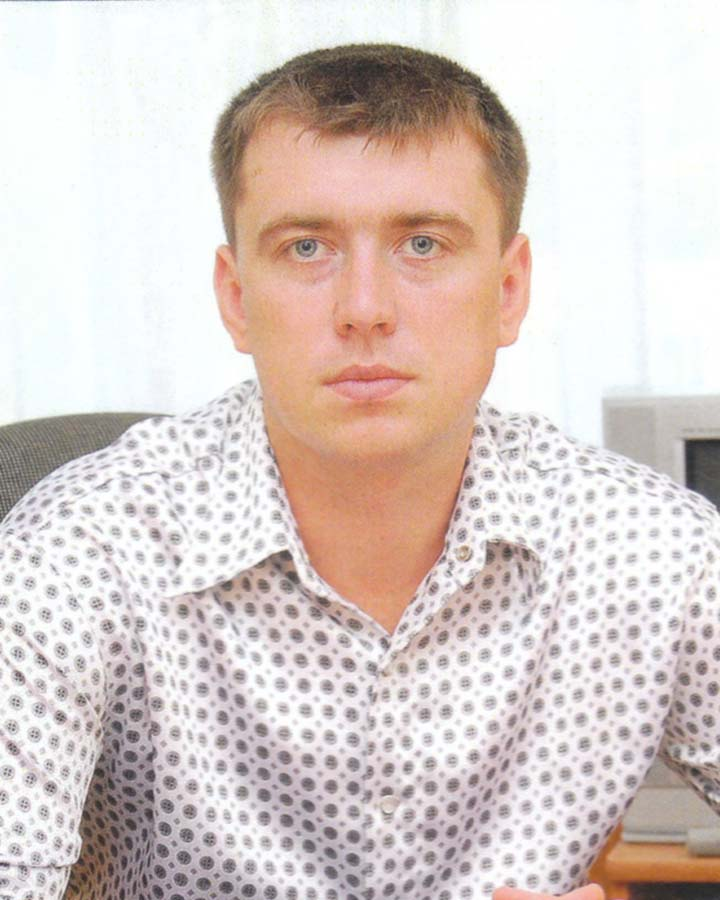
Чекман Ю. П.

Починаючи з 2000 року відповідно до вимог часу і в зв'язку із змінами у демографічному складі жителів мікрорайону, школа поступово переходить на навчання державною мовою (паралельно функціонують класи з викладанням російською і українською мовами). У 2002 році школа повністю перейшла на українську мову навчання. Ретельне вивчення і прагнення до досконалого володіння рідною мовою стало справою честі кожного учня і вчителя.
Одночасно в школі культивується шанобливе й допитливе ставлення до інших мов і культур. Не випадковою є тісна і тривала співпраця з Американським Корпусом Миру. У школі працювали волонтери цієї організації: Крістофер Рубінейт (2003–2005 р.р.) і Аманда Лазур (кінець 2006 р.) Впродовж 2009/2011 навчального року школу очолював Чекман Юрій Петрович.
На початку 2011/2012 навчального року школу очолив Антюк Олег Петрович.
Сьогодні школа, незважаючи на демографічний спад, налічує 349 учнів, які навчаються у сімнадцяти класах.

## Участь в олімпіадах та змаганнях
Школа мала можливість неодноразово пишатися учасниками й переможцями інтелектуальних і спортивних змагань різного рівня. За час її існування в обласних предметних олімпіадах взяли участь 262 учні. Найвищі результати мали Ільницький В'ячеслав, Вишинська Валентина, Цимбал Сергій, Гончар Вадим, Лужбін Дмитро, які були учасниками республіканських предметних олімпіад.
Найяскравішою зіркою став Павло Драль (випуск 2004 року), який неодноразово перемагав у обласних і Всеукраїнських олімпіадах з природничих і точних наук. Його здобутки принесли славу не тільки місту Дунаївці та Дунаєвецькому району, а й Хмельницькій області і Україні, коли він став золотим медалістом на двох міжнародних олімпіадах з хімії: XXXVII Менделєєвській Міжнародній Олімпіаді школярів з хімії, Москва, 2003 та 36 Міжнародній хімічній олімпіаді, Кіль, Німеччина, 2004.

## Випускники
За роки свого існування школа стала колискою для формування і становлення сотень випускників, які застосовують свої знання і досвід у різних сферах і галузях народного господарства і служать у Збройних силах України й далеко за її межами. Серед найвизначніших людей, які закінчили або навчалися в нашій школі:
- Вапничний Володимир Васильович (закінчив школу в 1977 р.), працює перекладачем при ООН у Нью-Йорку;
- Єфімова Інна Ігорівна (закінчила школу в 1985 р.) — доктор хімічних наук, викладач Пермського фармацевтичного університету;
- Семігін Геннадій Юрійович (навчався на початку 70-х років) — політичний діяч Росії, депутат Державної Думи Російської Федерації III та IV скликань, заступник голови Держдуми ІІІ скликання;
- Гай-Нижник Павло Павлович (закінчив школу в 1988 р. із срібною медаллю) — доктор історичних наук, викладач Київського національного університету імені Тараса Шевченка, завідувач відділу історичних студій Науково-дослідного інституту українознавства Міністерства освіти і науки України, академік Української академії наук; поет (лауреат Міжнародної літературної премії імені І.Кошелівця за 2013 рік).

Серед численних випускників, які пішли шляхом освітянської ниви, дев'ять працювали і працюють в рідній школі. За час існування 131 випускник нагороджений золотою та срібною медалями.

## Викладацький склад
В школі працює 38 кваліфікованих педагогів, серед яких 2 вчителі-методисти (Сабадах Н. П., Ройзнер А. Л.), 3 старших вчителів (Трончук Г. І., Вершигора Л. І., Галагудза Г. Г.), 10 вчителів вищої категорії, 12 вчителів першої категорії, 1 — другої категорії, 9 спеціалістів.
Відмінниками освіти є Романчишина Н. П., Галагудза Г. Г., Вітковський Д. Б., Вершигора Л. І. Переможцями конкурсів вчительської майстерності ставали Ройзнер А. Л., Сабадах Н. П., Бичок Т. І., лауреат премії ім. М. Майдана — Галагудза Г. Г., лауреат премії ім. М. Смотрицького — Бичок Т. І.

## Сьогодення
Станом на 2012 р. у школі навчаються 349 учнів. Педагогічний колектив у складі 42 осіб.
Загальна кількість класів — 17, з них початкова ланка (1 — 4 класи) — 8; основна школа 
(5 — 9 класи) — 9; старша школа (10 — 11 класи) — 2.
Перші класи працюють на базі дошкільного навчального закладу (Дунаєвецький ДНЗ № 3 «Берізка»).
- Мова навчання — українська.
- Іноземна мова, яка вивчається — англійська.
- Робочий навчальний план складається на основі «Типового навчального плану початкової школи з вивченням російської мови», «Типового навчального плану загальноосвітніх навчальних закладів з українською мовою навчання з вивченням російської мови (основна школа у структурі дванадцятирічної)», «Типового навчального плану для профільного навчання».

### Факультативні курси
- Основи інформатики (5 клас, 6-Б клас, 7-А клас, 7-Б клас)
- Математика (5 клас, 6-А клас, 6-Б клас, 7-А клас, 7-Б клас, 8 клас)
- Фізика (8 клас)
- Світова література (8 клас)
- Християнська етика (2-А клас)
- Індивідуальні заняття (2-Б клас, 3-А клас, 3-Б клас, 4-А клас, 4-Б клас)
- «Ми Європейці» (8 клас, 10 клас)
- Основи ділового спілкування (10 клас)

### Гуртки за інтересами
- хоровий;
- вокального співу;
- програмування;
- театральний;
- українознавства;
- «Колорит»;
- «Пізнаємо світ разом».

### Спортивні секції
- футболу;
- баскетболу;
- легкої атлетики;
- волейболу.

### Об'єднання
- дитяче об'єднанна «Барвінок» (1 — 4 класи);
- клубні об'єднання «Феміда», «Дозвілля», «Ми — волонтери», «Євроклуб» (7 — 11 класи).

### Матеріальна база
- кабінет фізики;
- кабінет хімії;
- комп'ютерний клас;
- майстерня з обробки металу;
- майстерня з обробки деревини;
- швейна майстерня;
- спортивний зал;
- спортивний майданчик;
- географічний майданчик;
- їдальня;
- бібліотека.

## Символіка
Гімн виконується на музику Олександри Пахмутової до пісні «Команда молодости нашей».

### Гімн
На світі є багато шкіл хороших,

У серці нашому — завжди одна.

Щасливого дитинства світлий промінь,

Оселя і любов для нас вона.

Приспів:

І нашу долю їй вершить,

І справедливо нас судить,

Четвертій рідній нашій школі,

Тій школі, без якої нам не жить.

Були в нас хвилювання і тривоги,

Зневірившись, ми плакали не раз,

Та в вересні до рідного порога 

У рідний знов приходили ми клас.

Приспів.

У багатьох відкрились тут таланти,

Своїх учителів нам не забуть,

Ми віддані міцній шкільній державі,

Державі, без якої нам не буть.

Приспів.